# Radanovići (Bośnia i Hercegowina)
Radanovići – wieś w Bośni i Hercegowinie, w Federacji Bośni i Hercegowiny, w kantonie środkowobośniackim, w gminie Kiseljak. W 2013 roku liczyła 253 mieszkańców, z czego większość stanowili Boszniacy.